# You're A Good Man, Charlie Brown
You're a Good Man, Charlie Brown és una comèdia musical del 1967 amb música i lletra de Clark Gesner, basada en els personatges creats pel dibuixant Charles M. Schulz a la seva tira còmica Peanuts. El musical ha estat una elecció popular per a produccions de teatre aficionats per la seva petita distribució i la seva senzilla posada en escena.

## Rerefons
John Gordon va rebre el crèdit del llibret de l'espectacle, però segons el pròleg de Gesner al guió publicat, "John Gordon" és un pseudònim col·lectiu que abasta Gesner, els membres del repartiment i el personal de producció, tots ells treballant junts per muntar el guió. The Guide to Musical Theatre senyala que "John Gordon és un pseudònim del personal i el repartiment de l'espectacle. Repartiment original format per Bob Balaban, Gary Burghoff, Bill Hinnant, Skip Hinnant, Karen Johnson, Reva Rose."

## Historial
Durant els primers anys seixanta, Gesner havia començat a escriure cançons basades en els personatges Peanuts de Charles Schulz, però no va poder obtenir el permís de United Features Syndicate per utilitzar els personatges de les seves cançons. Finalment, Gesner va enviar a Schulz una gravació demo d'algunes de les cançons i Gesner aviat va tenir permís per gravar-les correctament, cosa que va fer el 1966. Orson Bean va cantar el paper de Charlie Brown, Clark Gesner va cantar Linus, Barbara Minkus va cantar Lucy, i Bill Hinnant va cantar Snoopy (va tornar a repetir el seu paper en la producció de l' Off-Broadway).
Aleshores, Gesner no tenia previst fer un musical basat en aquest "àlbum conceptual" de preproducció. No obstant això, el productor Arthur Whitelaw, que després passaria a escriure un altre musical basat en Peanuts, va animar Gesner a convertir l'àlbum en un musical.
L'adaptació teatral de l'àlbum conceptual, titulat You're a Good Man, Charlie Brown, va començar assaigs a la ciutat de Nova York el 10 de febrer de 1967. Abans de la seva obertura, el musical no tenia un llibret com a tal; es tractava de diverses vinyetes amb un número musical per a cadascuna.

## Produccions

### Produccions originals de Nova York i gira nord-americana
El 7 de març de 1967, el musical es va estrenar al off-Broadway al Teatre 80 de l'East Village, amb Gary Burghoff com Charlie Brown, Skip Hinnant com Schroeder, Reva Rose com Lucy, Bob Balaban com Linus, Karen Johnson com Patty (un personatge dels inicis de Peanuts que no s'ha de confondre amb la Peppermint Patty) i Bill Hinnant com Snoopy. Va ser dirigida per Joseph Hardy i coreografiada per Patricia Birchva, sent citada com a "Ajudant de direcció". Joe Raposo, més tard famós per Sesame Street, va passar a ser director musical i compositor de música incidental per a l'espectacle. Aquesta producció de You're A Good Man, Charlie Brown va durar 1.597 actuacions, tancant-se el 14 de febrer de 1971.
La gravació de l'off-Broadway, publicada originalment a MGM Records, va ser remasteritzada per Decca Broadway/Universal Classics i reeditada el 31 de setembre de 2000.
Una producció de Broadway es va obrir al John Golden Theatre l'1 de juny de 1971 i es va tancar el 27 de juny de 1971 després de 32 representacions i 15 preestrenes. Dirigida per Joseph Hardy i amb coreografia de Patricia Birch, el nou repartiment estava format per Carter Cole com a Schroeder, Grant Cowan com Snoopy, Stephen Fenning com Linus, Liz O'Neal com Lucy, Dean Stolber com Charlie Brown i Lee Wilson com Patty. A més de la producció de Broadway, l'èxit de la producció de l'off-Broadway va generar nou gires pels Estats Units, jugant a ciutats com Chicago; Els angels; Altoona; Washington DC; i San Francisco. Una gira dels Estats Units del 1970 va durar 202 actuacions a la carretera.

### Estrena del West End 1968
El musical es va estrenar al West End de Londres l'1 de febrer de 1968, produït per Harold Fielding.Va representar-se al Fortune Theatre per 116 representacions.

### Gira als Estats Units de 1998 i revival a Broadway de 1999
Una gira pels Estats Units va començar el 18 de novembre de 1998 a Skokie, Illinois. S'esperava que la gira esdevindria un revival a gran escala per obrir al Longacre Theatre a Broadway, però es va traslladar al Ambassador Theatre després que tanqués Bring in 'Da Noise, Bring in 'Da Funk. Aquest revival es va obrir el 4 de febrer de 1999 i es va tancar el 13 de juny de 1999, havent-se fet 14 prèvies i 149 actuacions. Va comptar amb un nou diàleg de Michael Mayer, que també va dirigir, i cançons i orquestració addicionals escrits per Andrew Lippa; la coreografia va ser de Jerry Mitchell i l'escenografia de David Gallo, col·laborador freqüent de Mayer.
En aquest revival, el personatge de Patty va ser substituït per Sally Brown, inspirat en el mateix canvi que Schulz va fer en l'adaptació de TV. El repartiment comptava amb Anthony Rapp com Charlie Brown, B.D. Wong com Linus, Ilana Levine com Lucy, and Stanley Wayne Mathis com Schroeder. També hi van participar Kristin Chenoweth i Roger Bart com Sally i Snoopy, guanyant el premi Tony a la categoria respectiva.
La gravació de revival de Broadway original va ser llançada per RCA Victor/BMG el 9 de març de 1999.
El repartiment de 1999 va aparèixer a The Rosie O'Donnell Show per promocionar el programa, cantant "Beethoven Day" i "My New Philosophy". O'Donnell es va unir amb el repartiment per tancar el seu espectacle interpretant la final a mesura que es van llançar els crèdits.

### Concert de beneficència de Manhattan 2008
El 15 de desembre de 2008, es va escenificar al Gerald W. Lynch Theater del at John Jay College de Manhattan la representació de beneficència d'una sola nit de Charlie Brown, dirigida per David Lefkowich a la Make-A-Wish Foundation. El repartiment va comptar amb Morgan Karr com Charlie Brown, David Larsen com Schroeder, Tom Deckman com Snoopy, Matt Crowle com Linus, Carmen Ruby Floyd com Lucy i Kenita R. Miller com Sally.

### Revival de l'Off-Broadway 2016
El musical va tenir un revival fet per la York Theatre Company de l'Off-Broadway York. El revival va utilitzar alguns dels joves actors de la producció de Broadway del 1999. La colla de "Peanuts" de sis membres comptava amb Joshua Colley com Charlie Brown, Gregory Diaz com Schroeder, Aidan Gemme com Snoopy, Milly Shapiro com Sally, Mavis Simpson-Ernst com Lucy i Jeremy T. Villas com Linus. Graydon Peter Yosowitz va interpretar el paper de Charlie Brown de l'1 al 7 de juny. La producció va tenir lloc entre el 24 de maig i el 26 de juny de 2016.

## Repartiments
| Personatge     | Original de l'Off-Broadway | Original a Broadway | Revival de Broadway 1999 | Revival de l'Off-Broadway 2016 |
| -------------- | -------------------------- | ------------------- | ------------------------ | ------------------------------ |
| Charlie Brown  | Gary Burghoff              | Dean Stolber        | Anthony Rapp             | Joshua Colley                  |
| Lucy van Pelt  | Reva Rose                  | Liz O'Neal          | Ilana Levine             | Mavis Simpson-Ernst            |
| Linus van Pelt | Bob Balaban                | Stephen Fenning     | BD Wong                  | Jeremy T. Villas               |
| Sally Brown    | N/D                        | N/D                 | Kristin Chenoweth        | Milly Shapiro                  |
| Patty          | Karen Johnson              | Lee Wilson          | N/D                      | N/D                            |
| Schroeder      | Skip Hinnant               | Carter Cole         | Stanley Wayne Mathis     | Gregory Diaz                   |
| Snoopy         | Bill Hinnant               | Grant Cowan         | Roger Bart               | Aidan Gemme                    |

Nota: el personatge de "Sally" es va afegir al revival del 1999, substituint "Patty" de la versió original. Sally es va fer servir per al revival del 2016
Els articles sobre la revisió de 1999, mentre que es mostrava en previsualitzacions, van assenyalar que la diferència entre la producció original i la versió del 1999 era que aquesta última reflectia la major diversitat ètnica del càsting en les dècades passades, amb Schroeder va ser interpretat per un actor afroamericà. (Mathis) i Linus per un asiàtic americà (Wong).

## Sinopsi

### Versió original
Acte I
Charlie Brown i Linus estan junts, ja que els seus amics opinen sobre ell ("Opening"). Avui tothom l'anomena “bon noi”. Afirmen que podria ser rei. Lucy, tanmateix, diu que podria ser rei si no era tan desitjós ("You're A Good Man, Charlie Brown"). Lucy expressa la seva profunda infatuació amb Schroeder i li pregunta què pensa de la idea del matrimoni. Schroeder és conscient dels seus sentiments, però es manté al marge mentre toca el seu piano. Lucy aleshores exclama: "La meva tia Marion tenia raó. Mai no tractis de discutir el matrimoni amb un músic" ("Schroeder").
Schroeder es passeja al sol, content amb tota la tranquil·litat. Tanmateix, aviat és interromput per Lucy cridant per una pilota. Snoopy està estirat a la part superior de la seva caseta de gos, relaxant-se ben tranquil. Va somia que tots els nens l'adoraven i va dir que és “el millor gos del món”. Els ocells comencen a arrabassar-li l'estómac, i després comença a somniar de ser una bèstia selvàtica. No obstant això, en pocs minuts, torna al seu estat pacífic ("Snoopy").
Linus entra, sostenint la manta i xuclant el polze. Lucy i Patty es mostren i es burlen d'ell per aquest hàbit. Lucy intenta arrabassar-li la manta, però falla. Linus decideix abandonar la seva manta i seguir endavant, només per tornar-la a agafar amb desesperació. Després que les nenes marxin, Linus decideix relaxar-se amb la seva manta fins que pot superar-la ("My Blanket and Me"). Apareix Charlie Brown, intentant que el seu estel insòlitament tossut s'enfilI pels aires. Amb el temps, aconsegueix fer-ho i gaudeix d'uns minuts de triomf abans que l'estel caigui a terra ("The Kite").
Després d'aquest trauma, Charlie Brown intenta trobar la manera adequada de donar-li a La Noia Panotxa la seva targeta de Sant Valentí, però acaba dient "Bon Nadal", quedant com un ximple. Ell troba que Patty repartia targetes i ella deixa en una amb les inicials de C.B. Charlie Brown li torna a Patty, però aviat s'assabenta que estava destinada a en Craig Bowerman. Va a veure Lucy, que es troba a la seva consulta de psiquiatra. Li explica totes les coses que pensa en ell mateix. Lucy després ho aclareix dient que Charlie Brown és únic de la manera que és, i després demana el preu de cinc cèntims ("The Doctor Is In").
Més tard, Lucy es dirigeix de nou a Schroeder i parla sobre si es casaven i eren tan pobres que Schroeder va haver de vendre el seu piano per a salses, i, de nou, Schroeder no ho pot suportar. Al migdia, Linus, Lucy, Schroeder i Charlie Brown treballen les seves redaccions sobre el llibre de Peter Rabbit, cadascun a la seva manera. Lucy simplement es balbuceja per complir el requeriment de 100 paraules, Schroeder fa una "comparació" entre el llibre i Robin Hood, Linus fa una anàlisi psicològica massa complicada i Charlie Brown ni tan sols ha començat a preocupar-se, mentre que Sally i Snoopy persegueixen conills ("The Book Report").
Acte II
Snoopy, amb el seu uniforme d'as de l'aviació de la Primera Guerra Mundial, s'enfila a la seva caseta. Passa una escena, amb ell com pilot a la recerca del Baró Roig. En la seva imaginació, és derrotat pel Baró Roig i torna a l'aeròdrom a França ("The Red Baron"). Mentrestant, torna Charlie Brown i, amb els seus amics, juga el campionat de la Mini Lliga de Beisbol. Després d'alguns contratemps, l'equip finalment aconsegueix fer algun progrés. Charlie Brown s'enfila cap a la placa i, malgrat els seus valents esforços, s'atansa i perd el partit. Descobrim que es tractava d'un flashback i Charlie Brown expressa la seva profunda tristesa al seu amic per correspondència ("T-E-A-M (The Baseball Game)").
Més endavant, Linus i Lucy arriben a casa. Linus comença a veure la televisió, però Lucy li diu que canviï els canals. Lucy li diu a Linus que el que pretén fer quan creixi, que és convertir-se en reina. Linus ho nega, i Lucy decideix conrear la seva vida per la seva "bellesa natural" ("Queen Lucy"). L'endemà, a l'hora de dinar, Charlie Brown parla dels seus mals dies. Aleshores s'adona que la Noia de Cabell Panotxa s'acosta i li posa una bossa de paper al cap. Resulta que són Lucy i Patty, xerrant juntes.
Al Schroeder's Glee Club, Patty és l'únic que arriba aviat. Quan tothom arriba, és el caos. Malauradament, es produeix una baralla entre Lucy i Linus per mitjà d'un llapis. Lucy amenaça de dir-li a Patty que Linus la va anomenar un enigma. La lluita s'estén i Charlie Brown decideix marxar amb els seus amics enfadats, deixant a Schroeder i Snoopy els únics que canten ("Glee Club Rehearsal"). Més tard, Charlie Brown es troba amb Lucy ensenyant a Linus sobre la naturalesa de la manera com la veu, amb "fets" com ara insectes que treuen l'herba per fer-la créixer o que la neu surti del sòl a l' hivern. Charlie Brown intenta corregir-la, però ella pren represàlies amb una falsa explicació i Charlie Brown bat el cap contra un arbre en frustració ("Little Known Facts").
L'endemà al matí, Snoopy es mostra perplex per què té el seu sopar al plat vermell i l'aigua del plat blau. Mentrestant, Linus i Schroeder van a peu a l'escola. Schroeder pregunta si Linus va omplir el formulari que la Sra. Othmar els té. Linus va dir "el doctor Seuss ". Snoopy parla de com odia els gats, però també li fan por ("Peanuts Potpourri"). Aquella nit, Snoopy es queixa que encara no s'ha alimentat i comença a complicar-se i dramatitzar-lo massa fins que Charlie Brown apareix amb el sopar. Snoopy irromp la cançó sobre el seu afany de sopar fins que Charlie Brown li diu fermament que mengi el seu àpat ("Suppertime").
Aquella nit, tots miren les estrelles meravellats. Charlie Brown aviat descobreix un llapis que li han deixat caure la Noia de Cabell Panotxa (la seva perenne aixafada). Quan l'examina, descobreix que "hi ha marques de dents a tot arreu ... ella mossega el llapis ... És HUMANA!" Amb aquesta constatació, arriba a la conclusió que avui no ha estat tan dolent, al cap i a la fi, ha fet moltes coses que el fan feliç. Mentre Charlie Brown expressa el que el fa feliç, tothom, tocat pel seu amor a la vida, comença. per expressar el que els fa feliços ("Happiness"). Aleshores, ell s'adona de ser un "home bo" significa provar tot el possible i treure el màxim partit de les coses que us han donat a la vida. escenari, Lucy es gira cap a ell i li diu: "Ets un bon noi, Charlie Brown".

### Revival de 1999
Acte I
Charlie Brown es troba sol quan els seus amics donen les seves opinions sobre ell, cadascun sobreposant-se a l'altre ("Opening"). Avui tothom l'anomena "bon noi". Charlie Brown és feliç i esperançat com de costum, però, tot i així, es pregunta si és el que diuen. Decideix esbrinar com realment es pot convertir en una bona persona ("You're a Good Man, Charlie Brown").
Un dia, durant el dinar, Charlie Brown parla dels seus mals dies. Aleshores s'adona de la Noia de Cabell Panotxa i decideix anar a seure amb ella. Tanmateix, no troba el coratge per fer-ho, i es posa una bossa de paper al cap. Resulta que són Lucy i Sally, xerrant junts. Ells dibuixen un vestit a la bossa de paper, mentre que Charlie Brown, sent que no té cap confiança ("You're a Good Man, Charlie Brown" (reprise))
Lucy expressa la seva profunda infatuació amb Schroeder i li pregunta què pensa de la idea del matrimoni. Schroeder és conscient dels seus sentiments, però es manté al marge mentre toca el seu piano. Lucy aleshores exclama: "La meva tia Marion tenia raó. Mai no tractis de discutir el matrimoni amb un músic" ("Schroeder"). Sally està trista perquè la corda de salt se li ha enredat.

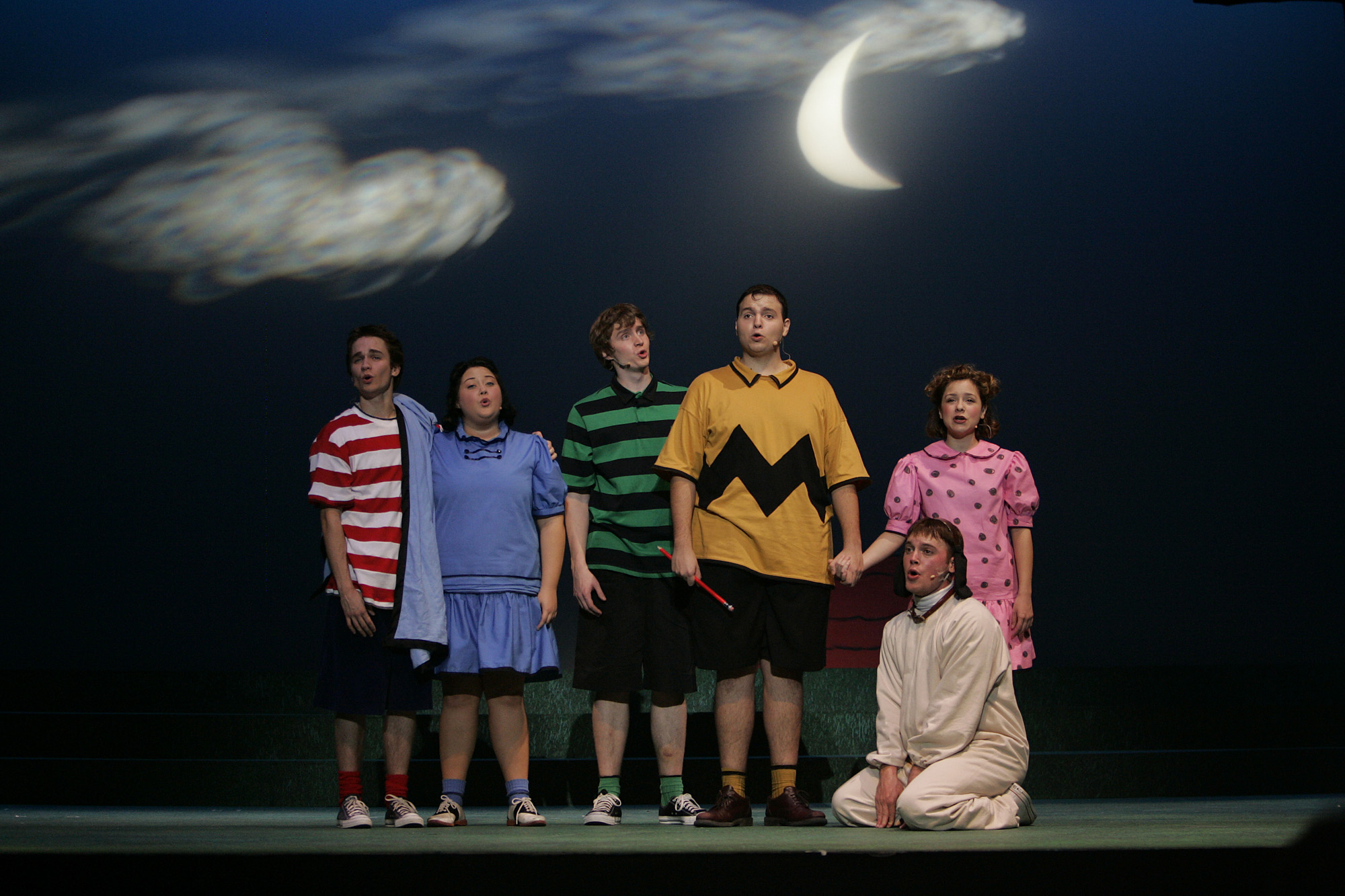

Snoopy està a la part superior de la seva caseta, relaxant-se ben tranquil. Comença a fabular de ser una bèstia selvàtica. No obstant això, en pocs minuts, torna al seu estat pacífic ("Snoopy"). Linus entra, sostenint la manta i xuclant-se el polze. Lucy i Sally es burlen d'ell per aquest hàbit. Linus decideix abandonar la seva manta i seguir endavant, només per tornar-la a agafar corrent amb desesperació. Després que les nenes marxin, Linus va somrient amb una manta de fantasia on tothom es pot relaxar amb les seves mantes ("My Blanket and Me"). Lucy després li diu que algun dia li agradaria ser reina ("Queen Lucy"). Tot i això, Linus li diu que no pot i amenaça de pegar-li un cop de puny. Sally obté una D per la seva patètica escultura de penja-robes.
Apareix Charlie Brown, intentant que el seu estel insòlitament tossut s'enfili pels aires. Finalment, aconsegueix fer-ho i gaudeix d'uns minuts de triomf abans que el famós Arbre Menja Estels se'l mengi ("The Kite"). Després d'aquest trauma, Charlie Brown intenta trobar la manera adequada de donar-li a la Noia de Cabell Panotxa la seva targeta de Sant Valentí, però acaba dient "Bon Nadal", quedant com un babau. Va a veure Lucy, que es troba a la seva consulta de psiquiatra. Li explica totes les coses que pensa en ell mateix. Lucy després ho aclareix dient que Charlie Brown és únic de la manera que és, i després demana el preu de cinc cèntims ("The Doctor Is In"). Més tard, Charlie Brown veu un feliç Schroeder escampant la paraula de l'aniversari de Beethoven i fer una celebració. Ell i la Companyia s'uneixen a Schroeder a la cançó de la celebració ("Beethoven Day").
L'endemà al matí, Sally desperta Snoopy per anar a perseguir conills, i van cap a llocs estranys, com el Sahara. A migdia, Linus, Lucy, Schroeder, i Charlie Brown estan treballant en les seves redaccions sobre el llibre de Peter Rabbit, cada un a la seva manera. Lucy simplement es limita a complir el requeriment de 100 paraules, Schroeder fa una "comparació" entre el llibre i Robin Hood, Linus fa una anàlisi psicològica massa complicada i Charlie Brown ni tan sols ha començat a preocupar-se, mentre que Sally i Snoopy persegueixen conills ("The Book Report").
Acte II
Snoopy, amb el seu uniforme d'as de l'aviació de la Primera Guerra Mundial, s'enfila a la seva caseta. Passa una escena, amb ell com pilot a la recerca del Baró Roig. En la seva imaginació, és derrotat pel Baró Roig i torna a l'aeròdrom a França ("The Red Baron").
Sally està clarament enfadada perquè la seva professora li ha posat una D als seus deures de casa. En resposta, ella diu: "Oh, sí? Això és el que penses!" Schroeder escolta i li pregunta per què li diu això Sally. Es converteix ràpidament en la nova "filosofia" de Sally i irromp e una cançó sobre les seves filosofies. Schroeder, després de no haver-li explicat com funcionen les filosofies, deixa desconcert mentre Sally continua ("My New Philosophy").
Torna Charlie Brown i, amb els seus amics, juga el campionat de la Mini Lliga de Beisbol. Després d'alguns contratemps, l'equip finalment aconsegueix fer algun progrés. Charlie Brown s'enfila cap a la placa i, malgrat els seus valents esforços, s'atansa i perd el partit. Veiem que es tractava d'un flashback i Charlie Brown expressa la seva profunda tristesa al seu amic per correspondència ("T-E-A-M (The Baseball Game)").
Lucy fa una enquesta de mal geni i Linus diu que la seva qualificació de mal geni és de noranta-cinc. Després de colpejar-lo, s'adona que ella, en realitat, en realitat té molt mal geni.
Decidit a no deixar que el que va passar al campionat el molestés, Charlie Brown decideix unir-se al Glee Club de Schroeder i animar-se cantant "Home on the Range" amb els seus amics. Malauradament, es produeix una baralla entre Lucy i Linus per culpa d'un llapis. La lluita s'estén i Charlie Brown decideix marxar amb els seus amics enfadats, deixant a Schroeder i Snoopy els únics que canten ("Glee Club Rehearsal").
Més tard, Charlie Brown es troba amb Lucy ensenyant a Linus sobre la naturalesa de la manera com la veu, amb "fets" com ara insectes que treuen l'herba per fer-la créixer o que la neu creixi del sòl a l'hivern. Charlie Brown intenta corregir-la, però ella pren represàlies amb una falsa explicació i Charlie Brown acaba donant-se cops de cap contra un arbre tot frustrat ("Little Known Facts"). Aquella nit, Snoopy es queixa que encara no ha menjat i comença a complicar-se i dramatitzar-lo massa fins que Charlie Brown apareix amb el sopar. Snoopy irromp la cançó sobre el seu afany de sopar fins que Charlie Brown li diu fermament que mengi el seu àpat ("Suppertime").
Aquella nit, Charlie Brown segueix trist que no hagi descobert què significa ser un "bon noi", i després descobreix un llapis que li ha deixat caure la Noia de Cabell Panotxa. Quan l'examina, descobreix que "hi ha marques de dents a tot arreu ... ella mossega el llapis ... És HUMANA!" Amb aquesta constatació, arriba a la conclusió que avui no ha estat tan dolent, al cap i a la fi, ha fet moltes coses que el fan feliç. Mentre Charlie Brown expressa el que el fa feliç, tothom, tocat pel seu amor a la vida, comença. per expressar el que els fa feliços ("Happiness"). Aleshores, ell s'adona de ser un "home bo" significa provar tot el possible i treure el màxim partit de les coses que us han donat a la vida. a l'escenari, Lucy es gira cap a ell i li agafa la mà, fent que ell reculi. Ella li dona la mà fermament i després li diu: "Eres un bon jan, Charlie Brown".
Un medley de "Happiness" i "You're a Good Man, Charlie Brown" es realitza a mesura que el repartiment surt a una última trucada de teló.

## Números musicals
Off-Broadway 19967/ Original Broadway 1971/ West End / Gira per Estats Units 1970
| Acte I - "Opening" – Companyia - "You're a Good Man, Charlie Brown" – Companyia - "Schroeder" – Lucy (cantada sobre la "Sonata Clar de Lluna" de Beethoven) - "Snoopy" – Snoopy - "My Blanket and Me" – Linus - "The Kite" – Charlie Brown - "The Doctor is In" (Dr. Lucy) – Lucy i Charlie Brown - "The Book Report" – Companyia | Acte II - "Opening, Pt. 2" - Companyia - "T-E-A-M (The Baseball Game)" – Charlie Brown i Companyia - "The Red Baron" – Snoopy - "Queen Lucy" – Lucy i Linus - "Glee Club Rehearsal" – Companyia (cantada sobre "Home on the Range") - "Little Known Facts" – Lucy ambh Linus i Charlie Brown - "Peanuts Potpourri" – Snoopy, Schroeder, i Linus - "Suppertime" – Snoopy - "Happiness" – Companyia - Bows – Companyia (inclou una reprise de "You're a Good Man, Charlie Brown") |

Nota: "Opening, Pt. 2", "Glee Club Rehearsal" i "Bows" no van ser incloses a l'enregistrament original.
Revival de Broadway 1999 / Revival Off-Broadway 2016 / Gira per Estats Units 1998 / Manhattan Theatre
| Acte I - "Opening" – Companyia - "You're a Good Man, Charlie Brown" – Companyia - "You're a Good Man, Charlie Brown" (reprise) – Charlie Brown, Linus, i Sally - "Schroeder" – Lucy (cantada sobre la "Sonata Clar de Lluna" de Beethoven) - "Snoopy" – Snoopy - "My Blanket and Me" – Linus i Companyia - "Queen Lucy" – Lucy i Linus - "The Kite" – Charlie Brown (ocional amb la Companyia de rerefons) - "The Doctor is In" (Dr. Lucy) – Lucy i Charlie Brown - "Peanuts Potpourri" – Sally, Linus, Snoopy, Lucy, i Schroeder - "Beethoven Day" – Schroeder i Companyia - "Rabbit Chasing" - Sally i Snoopy - "The Book Report" – Companyia | Acte II - "The Red Baron" – Snoopy - "My New Philosophy" – Sally i Schroeder - "T-E-A-M (The Baseball Game)" – Charlie Brown i Companyia - "Glee Club Rehearsal" – Companyia (cantada sobre "Home on the Range") - "Little Known Facts" – Lucy with Linus i Charlie Brown - "Suppertime" – Snoopy - "Happiness" – Companyia - Bows – Companyia (inclou un reprise parcial de "Happiness," i "You're a Good Man, Charlie Brown") |

Nota: "You're a Good Man, Charlie Brown Reprise", "Queen Lucy", "Peanuts Potpourri", "Rabbit Chasing", i "The Red Baron" no estan incloses a l'enregistrament del revival de Broadway 1999.

## Instrumentació
La instrumentació varia molt i existeixen tres tipus.
En la producció original de l'Off-Broadway, la instrumentació era simplement un piano, un baix i una percussió. Es pot escoltar a la gravació del repartiment original.
Quan Tams-Witmark va adquirir els drets sobre Charlie Brown, l'orquestració es va reescriure a partir de la versió original. L'orquestració completa contenia piano, baix, guitarra, percussió, cinc parts de vent fusta, dues trompetes, trompa, trombó i cordes. El reproductor de piano també es pot duplicar en celeste, piano de joguina i melòdica; el primer vent fusta toca flauta i piccolo; el segon és la segona part de flauta; el tercer i el quart són la primera i la segona parts del clarinet respectivament; el cinquè en clarinet baix i saxo tenor. Totes les parts de guitarra, trompa i corda (excloent el baix) eren opcionals.
Quan Charlie Brown va ser retornat a Broadway el 1999, l'orquestració es va revisar profundament, contenint una orquestra de cinc peces que consistia en un piano, baix, percussió, un intèrpret de fusta i un violinista. El reproductor de piano pot doblar en sintetitzador de teclat i kazoo; el baixista duplica el baix elèctric i acústic, el tenor i el kazoo (a l'original de Broadway, el baixista també es duplicava a la guitarra acústica i elèctrica); la part de vent de fusta es duplica en piccolo, flauta, clarinet, soprano i saxo alt, gravadora de soprano i kazoo; la part de violí també es duplica a la viola, la gravadora alta, el kazoo i la pandereta. El percussionista toca principalment el tambor, però es duplica en vibràfon, campanes, triangle, timpani i xilòfon, amb les peces destinades a tocar amb un sintetitzador. Aquesta versió també està disponible a través de Tams-Witmark.

## Resposta
La producció off-Broadway va tenir una bona acollida, amb The Village Voice elogiant el conjunt simplista i el repartiment "impressionantment talentós". Walter Kerr a The New York Times va anomenar el programa "un miracle", dient: "Gairebé tot funciona, perquè gairebé tot és sense esforç".
A la crítica de la reactivació de 1999, Steven Suskin de Playbill va trobar-la "exagerada i decebedora. Les millores escèniques i musicals van ser especialment perjudicials, em semblava; les pretensions, caràcters de mida infantil es van veure desbordats cosa no vol dir que ... el departament de música del 1999 va fer una mala feina; és simplement que el concepte d'un gran 'You are a good man, Charlie Brown' funcionava contra les qualitats inherents del material ". Al The New York Times, Ben Brantley va escriure una crítica tèbia: "El veritable problema és una qüestió d'escala... Hi ha una incòmoda sensació d'aire mort que el repartiment ha de treballar massa dur per omplir-lo... Les cançons creades com a retrats de caràcters baixos i claus han estat reconcebudes com a espectacles de música, i els cossos fràgils i fràgils d'aquests números no estan al dia. Quan Linus canta un duet amb la seva famosa manta de seguretat, que s'ha volgut ballar per si sol, la seqüència té una qualitat queca i improvisada, cosa que són els malsons dels actors."
Malgrat tot, Brantley va lloar alguns dels elencs, dient: "L'actuació de Kristin Chenoweth, ja que Sally serà el paper que hauria de segellar la seva reputació. Aquest repartiment brillant d'una estrella-en-la-confecció dona una autèntica màgia de Broadway a un espectacle que d'una altra manera. se sent tristament estroncat ... I Roger Bart, en el paper de Snoopy, el carismàtic beagle, incorpora alguns deliciosos modismes canins."

## Adaptacions
El 1973, l'espectacle es va adaptar per a la televisió en un especial de TV Hallmark Hall of Fame, emès per la NBC. Entre els actors destacats en l'adaptació estava Bill Hinnant, membre original del repartiment de 1967 com Snoopy. Hinnant va ser l'únic membre del repartiment original fora de Broadway a reprendre el seu paper en l'especial.
La CBS va emetre un nou especial de TV animat a prime-time el 1985, basat en el musical original. Aquesta versió va ser la primera representació animada de Snoopy amb diàleg comprensible, doblat per Robert Towers, que anteriorment va interpretar el paper a la producció de Los Angeles del 1967 al costat de Burghoff com Charlie Brown i Judy Kaye com Lucy.
Els àlbums de repartiment originals han estat publicats per a les tres versions de l'espectacle, però la gravació Hallmark Hall of Fame de 1973 a Atlantic Records està descatalogada.

## Premis i nominacions

### Producció original de l'Off-Broadway
| Any  | Premi                      | Categoria                              | Nominat                                | Resultat  |
| ---- | -------------------------- | -------------------------------------- | -------------------------------------- | --------- |
| 1967 | Premi Drama Desk           | Millor actuació                        | Bill Hinnant                           | Guanyador |
| 1967 | Premi Drama Desk           | Director de musical més destacat       | Joseph Hardy                           | Guanyador |
| 1967 | Premi Outer Critics Circle | Musical més destacat de l'Off-Broadway | Musical més destacat de l'Off-Broadway | Guanyador |
| 1967 | Premi Theatre World        | Premi Theatre World                    | Reva Rose                              | Guanyador |
| 1967 | Premi Clarence Derwent     | Actriu més prometedora                 | Reva Rose                              | Guanyador |
| 1968 | Premi Grammy               | Millor àlbum d'un espectacle musical   | Millor àlbum d'un espectacle musical   | Nominat   |

### Revival de Broadway 1999
| Any  | Premi            | Categoria                                     | Nominat                              | Resultat  |
| ---- | ---------------- | --------------------------------------------- | ------------------------------------ | --------- |
| 1999 | Premi Tony       | Millor revival de musical                     | Millor revival de musical            | Nominat   |
| 1999 | Premi Tony       | Millor actor de repartiment en un musical     | Roger Bart                           | Guanyador |
| 1999 | Premi Tony       | Millor actriu de repartiment en un musical    | Kristin Chenoweth                    | Guanyador |
| 1999 | Premi Tony       | Millor direcció de musical                    | Michael Mayer                        | Nominat   |
| 1999 | Premi Drama Desk | Revival de Musical més destacat               | Revival de Musical més destacat      | Guanyador |
| 1999 | Premi Drama Desk | Actor de repartiment en musical més destacat  | Roger Bart                           | Guanyador |
| 1999 | Premi Drama Desk | Actriu de repartiment en musical més destacat | Kristin Chenoweth                    | Guanyador |
| 1999 | Premi Drama Desk | Director de musical més destacat              | Michael Mayer                        | Nominat   |
| 1999 | Premi Drama Desk | Escenografia de musical més destacada         | David Gallo                          | Nominat   |
| 2000 | Premi Grammy     | Millor àlbum d'un espectacle musical          | Millor àlbum d'un espectacle musical | Nominat   |